# La Carolina (Córdova)
La Carolina é uma comuna da província de Córdoba, na Argentina.